# Kyra Sedgwick
Kyra Minturn Sedgwick (Nueva York; 19 de agosto de 1965) es una actriz estadounidense, ganadora del Globo de oro. En 2007, Sedgwick ganó el Globo de oro a la mejor actriz por su papel en la serie de televisión The Closer. En 2010 ganó el Emmy a la mejor actriz de una serie dramática por el mismo papel. En 2019 dirige el capítulo "The Transfer Agent" de la serie Ray Donovan de HBO.

## Biografía

### Primeros años
Sedgwick nació en Nueva York y es hija de Patricia Rosenwald, una profesora de lengua y terapeuta familiar, y Henry Dwight Sedgwick V, un inversor de capital riesgo. Es descendiente por parte de su padre del juez Theodore Sedgwick; Endicott Peabody, fundador de la Groton School; William Ellery, firmante de la Declaración de independencia; el reverendo John Lathrop; y el gobernador Thomas Dudley y sobrina segunda de Edie Sedgwick, estrella de las primeras películas de Andy Warhol, sobrina del escritor John Sedgwick, hermana del actor Robert Sedgwick y hermana del guitarrista de Jazz Mike Stern. Sus padres se separaron cuando ella tenía tres años y se divorciaron cuando ella tenía seis años; su madre posteriormente volvió a casarse con Ben Heller, un distribuidor de arte. El padre de Sedgwick es episcopaliano y su madre es judía;  En una entrevista realizada en 1996 en la que se referían a ella como "actriz judío-americana" ella respondió que ni ella ni su familia participan en ninguna actividad religiosa exceptuando el Séder pascual. Sedgwick se graduó en el Friends Seminary y estudió en el Sarah Lawrence College. Se trasladó desde el Sarah Lawrence a la Universidad del Sur de California, graduándose en teatro.

### Carrera
Sedgwick hizo su debut en la televisión en la telenovela Another World a los dieciséis años. Durante los años 90 apareció en varias películas de Hollywood como Algo de que hablar (1995) o Phenomenon, junto a John Travolta. Fue protagonista del telefilm ganador de un Emmy Miss Rose White como una inmigrante judía que acepta su identidad étnica. En 2007 interpretó el papel de Stella Pek en la película Papá por sorpresa.
Desde 2005 Sedgwick se ha convertido en una estrella de la televisión por su papel en The Closer, por el que recibe $300.000 dólares por episodio. El 15 de enero de 2007 recibió el Globo de oro por su papel protagonista en esta serie. Ha sido nominada a varios premios por este papel.

### Vida privada
Sedgwick se casó con el actor Kevin Bacon el 4 de septiembre de 1988. Tienen dos hijos, Travis Bacon Sedgwick (nacido el 23 de junio de 1989) y Sosie Ruth Bacon (nacida el 15 de marzo de 1992). Es la tía del cantante/compositor Justin Nozuka. Sedgwick supo que ella y Bacon son primos lejanos en décimo grado durante el programa de televisión Who Do You Think You Are?.

## Premios y nominaciones

### Premios
Premios Emmy
- 2010 Mejor actriz - Serie dramática The Closer

Globos de oro
- 2006 63.ª entrega de los Globos de Oro, Mejor interpretación en serie de televisión dramática The Closer

Premios Satélite
- 2005 Mejor actriz - Serie dramática The Closer
- 2006 Mejor actriz - Serie dramática The Closer

Premios Gracie Allen
- 2006 Mejor actriz - Serie dramática The Closer

### Nominaciones
Premios del Sindicato de Actores
- 2006 13.ª entrega de los Premios del Sindicato de Actores nominada por su excelente interpretación como mejor actriz en la serie dramática The Closer
- 2007 14.ª entrega de los Premios del Sindicato de Actores nominada por su excelente interpretación como mejor actriz en la serie dramática The Closer

Globos de oro
- 2005 62.ª entrega de los Globos de Oro Mejor actriz en serie de televisión dramática The Closer
- 2007 64.ª entrega de los Globos de Oro Mejor actriz en serie de televisión dramática The Closer

Premios Primetime Emmy
- 2006 nominada como actriz principal por su papel en la serie dramática The Closer
- 2007 nominada como actriz principal por su papel en la serie dramática The Closer
- 2008 nominada como actriz principal por su papel en la serie dramática The Closer

## Filmografía

### Cine
| Año  | Película                           | Papel                | Director                    |
| ---- | ---------------------------------- | -------------------- | --------------------------- |
| 1985 | War and love                       | Hanina               | Moshé Mizrahi               |
| 1986 | Tai-pan                            | Tess Brook           | Daryl Duke                  |
| 1988 | Kansas                             | Prostituta vagabunda | David Stevens               |
| 1989 | Nacido el 4 de julio               | Donna, novia de Ron  | Oliver Stone                |
| 1990 | Mr. & Mrs. Bridge                  | Ruth Bridge          | James Ivory                 |
| 1991 | Pyrates                            | Sam                  | Noah Stern                  |
| 1992 | Solteros                           | Linda                | Cameron Crowe               |
| 1993 | Corazones y almas                  | Julia                | Ron Underwood               |
| 1995 | Homicidio en primer grado          | Blanche              | Marc Rocco                  |
| 1995 | Algo de que hablar                 | Emma Rae King        | Lasse Hallström             |
| 1995 | The Low Life                       | Bevan                | George Hickenlooper         |
| 1996 | Phenomenon                         | Lace Pennamin        | Jon Turteltaub              |
| 1996 | Losing Chase                       | Elisabeth            | Kevin Bacon                 |
| 1997 | En estado crítico                  | Felicia Potter       | Sidney Lumet                |
| 2000 | Labor Pains                        | Sarah Raymond        | Tracy Alexson               |
| 2000 | ¿Qué se está cociendo?             | Rachel Seelig        | Gurinder Chadh              |
| 2002 | Personal Velocity: Three Portraits | Delia Shunt          | Rebecca Miller              |
| 2002 | Just a kiss                        | Halley               | Fisher Stevens              |
| 2003 | Behind the Red Door                | Natalie              | Matia Karrell               |
| 2003 | Secondhand Lions                   | Mae                  | Tim McCanlies               |
| 2003 | Batman: el misterio de Batimujer   | voz de Batwoman      | Curt Geda Tim Maltby        |
| 2005 | Loverboy                           | Emily                | Kevin Bacon                 |
| 2007 | Papá por sorpresa                  | Stella Peck          | Andy Fickman                |
| 2008 | Justice League: The New Frontier   | voz de Lois Lane     | Dave Bullock                |
| 2009 | Gamer                              | Gina Parker Smith    | Mark Neveldine Brian Taylor |
| 2012 | Man on a Ledge                     |                      | Asger Leth                  |
| 2012 | The Possession                     | Stephanie Brenek     | Ole Bornedal                |
| 2013 | Kill Your Darlings                 | Marian Carr          | John Krokidas               |
| 2013 | Chlorine                           | Georgie              | Jay Alaimo                  |
| 2014 | The Humbling                       | Louise Trenner       | Barry Levinson              |
| 2014 | The Road Within                    | Dr. Mia Rose         | Gren Wells                  |
| 2014 | Reach Me                           | Colette              | John Herzfeld               |
| 2014 | Time Out of Mind                   | Karen                | Oren Moverman               |
| 2015 | Big Sky                            | Dee                  | Jorge Michel Grau           |
| 2015 | Cop Car                            | Dispatch             | Jon Watts                   |
| 2016 | The Edge Of Seventeen              | Mona                 | Kelly Fremon Craig          |

### Televisión
| Año         | Show o Serie                      | Papel                | Notas            |
| ----------- | --------------------------------- | -------------------- | ---------------- |
| 1983        | Another World                     | Julia Shearer        | 1 episodio       |
| 1985        | After school special              | Cindy Eller          | 1 episodio       |
| 1985        | Miami Vice                        | Sarah MacPhail       | 1 episodio       |
| 1986        | Cuentos asombrosos                | Dora Johnson         | 1 episodio       |
| 1987        | The wide net                      |                      |                  |
| 1987        | The Man Who Broke 1,000 Chains    | Lillian Salo         |                  |
| 1988        | Lemon Sky                         | Carol                |                  |
| 1990        | Women & Men: Stories of Seduction | Arlene               |                  |
| 1991        | Women & Men 2                     | Arlene               |                  |
| 1992        | Miss Rose White                   | Rose White           |                  |
| 1993        | Family Pictures                   | Nina Eberlin         |                  |
| 1996        | Losing Chase1                     | Elizabeth Cole       |                  |
| 1998        | Twelfth Night, or What You Will   | Countess Olivia      |                  |
| 2000        | Talk to me                        | Jane Munroe          |                  |
| 2001        | American Experience               | Ella misma           | 1 episodio       |
| 2001        | Hudson's Law                      |                      |                  |
| 2002        | Ally McBeal                       | Helena Greene        | 1 episodio       |
| 2002        | Door to Door                      | Shelly Soomky Brady  |                  |
| 2002        | Film Trix 2002                    | Ella misma           |                  |
| 2003        | Stanley                           | Park Ranger (voz)    | 1 episodio       |
| 2003        | Queens Supreme                    | Quinn Coleman        | 6 episodios      |
| 2004        | Film Trix 2004                    | Ella misma           |                  |
| 2004        | The Woodsman                      | Vicki                |                  |
| 2004        | Cavedweller                       | Delia Byrd           |                  |
| 2004        | Something the Lord Made           | Mary Blalock         |                  |
| 2005-2012   | The Closer                        | Brenda Leigh Johnson | 109 episodios    |
| 2014 - 2020 | Brooklyn Nine-Nine                | Madeline Wuntch      | 9 episodios      |
| 2017        | Ten Days in the Valley            |                      | elenco principal |